# Ken Tralnberg
Ken Tralnberg (* 17. Januar 1956 in Prince Albert, Saskatchewan) ist ein kanadischer Curler. 
Tralnberg gehörte zur Mannschaft die 2001 die kanadischen Olympic Curling Trails gewann und vertrat Kanada bei den XIX. Olympischen Winterspielen im Curling als Ersatzspieler. Die Mannschaft gewann am 22. Februar 2002 die olympische Silbermedaille nach einer 5:6-Niederlage im Finale gegen Norwegen um Skip Pål Trulsen.
Seit 2009 ist Ken Tralnberg Nationaltrainer der Schweizer Damen. Diese führte er zu EM-Silber 2009 und zu Platz vier bei den Olympischen Winterspielen 2010.

## Erfolge
- 2. Platz Olympische Winterspiele 2002